# 新民主選挙連合
新民主選挙連合（しんみんしゅせんきょれんごう、ポルトガル語: Nova Democracia União Eleitoral、英語: New Democracy Electoral Union）は、アンゴラの政党連合。2006年11月18日結成。
2008年の総選挙直前、アンゴラ最高裁判所によって設立を承認され登録された。新民主選挙連合に参加した諸政党は、以前は別の選挙連合 Partidos da Opocição Civilを構成していた。選挙連合総裁（党首）には、アンゴラ民主運動党首のクィンティーノ・デ・モレイラが就任した。
参加政党は以下の通り:
- アンゴラ民主運動 (MPDA)
- アンゴラ独立社会党 (PSIA)
- 民主国民連合 (国民民主連合、UND)
- 自由社会党 (PSL)
- アンゴラ平和民主開発連合 (UAPDD)
- アンゴラ独立国民連合 (ANIA)[2][1]

2008年の総選挙では得票率1.20パーセント、2議席を獲得した。